# تينا وندرليش
تينا وندرليش (بالألمانية: Tina Wunderlich)‏ هي لاعبة كرة قدم ألمانية، ولدت في 10 أكتوبر 1977 في Schwarzenau ‏ في ألمانيا. شاركت مع منتخب ألمانيا لكرة القدم للسيدات. أما مع النوادي، فقد لعبت مع إف إف سي فرانكفورت.

## وصلات خارجية
- تينا وندرليش على موقع الاتحاد الدولي (مؤرشف)  (الإنجليزية)
- تينا وندرليش على موقع قاعدة بيانات كرة القدم.إي يو (الإنجليزية)
- تينا وندرليش على موقع Soccerway.com (الإنجليزية)
- تينا وندرليش على موقع عالم كرة القدم.نت (الإنجليزية)
- تينا وندرليش على موقع أوليمبيديا (الإنجليزية)